# Coral Sea (Schiff)
Die Coral Sea, auch USS Coral Sea, (Kennung: CV-43) war ein Flugzeugträger der United States Navy. Sie gehörte der Midway-Klasse an und wurde nach der Schlacht im Korallenmeer benannt.

## Geschichte
Die Coral Sea wurde 1943 bei Newport News Shipbuilding in Auftrag gegeben und dort im Juli 1944 auf Kiel gelegt. Am 2. April 1946 lief der Träger vom Stapel und wurde am 1. Oktober 1947 offiziell in Dienst gestellt.
Erste Einträge in den Rekordbüchern erreichte die Coral Sea bereits 1948, als am 27. April zwei Lockheed P-2 Neptune JATO-Starts vom Deck des Trägers durchführten. Dies war das erste Mal, dass so schwere Flugzeuge von einem Flugzeugträger abhoben. Später im Jahr verlegte die Coral Sea erstmals in europäische Gewässer und wurde anschließend überholt.
1950 hob erstmals eine North American A-2 von einem Träger ab, Startdeck war ebenfalls die Coral Sea. Den Jahreswechsel verbrachte der Träger wiederum im Mittelmeer. Auch in den folgenden fünf Jahren fuhr der Träger jeweils einmal in die Region. Während dieser Einsätze wurden unter anderem Francisco Franco und Paul I. von Griechenland an Bord empfangen, außerdem nahm die Coral Sea an Übungen der NATO teil und stand im Laufe der Sueskrise für mögliche Evakuierungen bereit.
1957 verlegte der Träger erstmals in den Pazifik. In der Puget Sound Naval Shipyard wurde die Coral Sea im Rahmen des Service Life Extension Program der United States Navy überholt. Dies dauerte bis 1960.
1965 fuhr die Coral Sea den ersten Einsatz im Rahmen des Vietnamkrieges. Bis 1975 folgten sieben weitere halbjährige Touren vor Vietnam. 1975 war die Coral Sea erst an der Operation Frequent Wind, später dann an der Beendigung des sogenannten Mayaguez-Zwischenfalls beteiligt.
1980 wurde der Träger im Persischen Golf und dem Arabischen Meer eingesetzt, sie löste ihr Schwesterschiff Midway ab, die dort im Rahmen der Geiselnahme von Teheran operierte. 1985, während Übungsfahrten vor Guantánamo Bay, kollidierte die Coral Sea mit der Napo, einem ecuadorianischen Tanker, und musste nachfolgend zwei Monate in der Norfolk Naval Shipyard zubringen, wo die Schäden beseitigt wurden.
1985 wurde das Schiff wiederum in europäischen Gewässern eingesetzt, seit der Modernisierung 1960 der sechste solche Einsatz. Zusammen mit der America war die Coral Sea 1986 an der Bombardierung von libyschen Flugabwehrstellungen beteiligt, die amerikanische Flugzeuge mehrmals bedroht hatten.
Bis 1990 operierte das Schiff weiter im Mittelmeer und der Karibik und wurde am 26. April 1990 schließlich außer Dienst gestellt. 1993 wurde der Rumpf zum Zerlegen an die „Seawitch Salvage“, Baltimore, verkauft. Neue Umweltrichtlinien verhinderten aber nachfolgend die Zerlegung, auch ein Verkauf nach China scheiterte am Veto der Navy. Letztlich wurde der Rumpf der Coral Sea im Jahr 2000 doch verschrottet.